# 연세로
연세로(延世路)는 서울특별시 마포구 노고산동 신촌로터리(서울 지하철 2호선 신촌역)와 서울특별시 서대문구 신촌동 연세대교차로(연세대학교 정문)를 잇는 길이다. 신촌 상권의 주요 도로이며, 연세대학교 학생들이 주로 이용하는 상권중의 하나이다.
2014년에 대중교통전용지구로 지정되었다. 따라서 대중교통 이외의 운송수단으로는 이 도로를 이용할 수 없다.
또한 이 도로에 진입하는 시내버스들은 모두 편도회차 노선들이다. 연세로를 왕복으로 운행했던 시내버스는 7613번이 유일했으나, 2014년에 대중교통전용지구로 지정된 후 서강대학교에서 연세로 진입이 차단됨에 따라 동교동삼거리로 노선이 조정되면서 현재 연세로를 왕복으로 운행하는 시내버스 노선은 없다.

## 사진

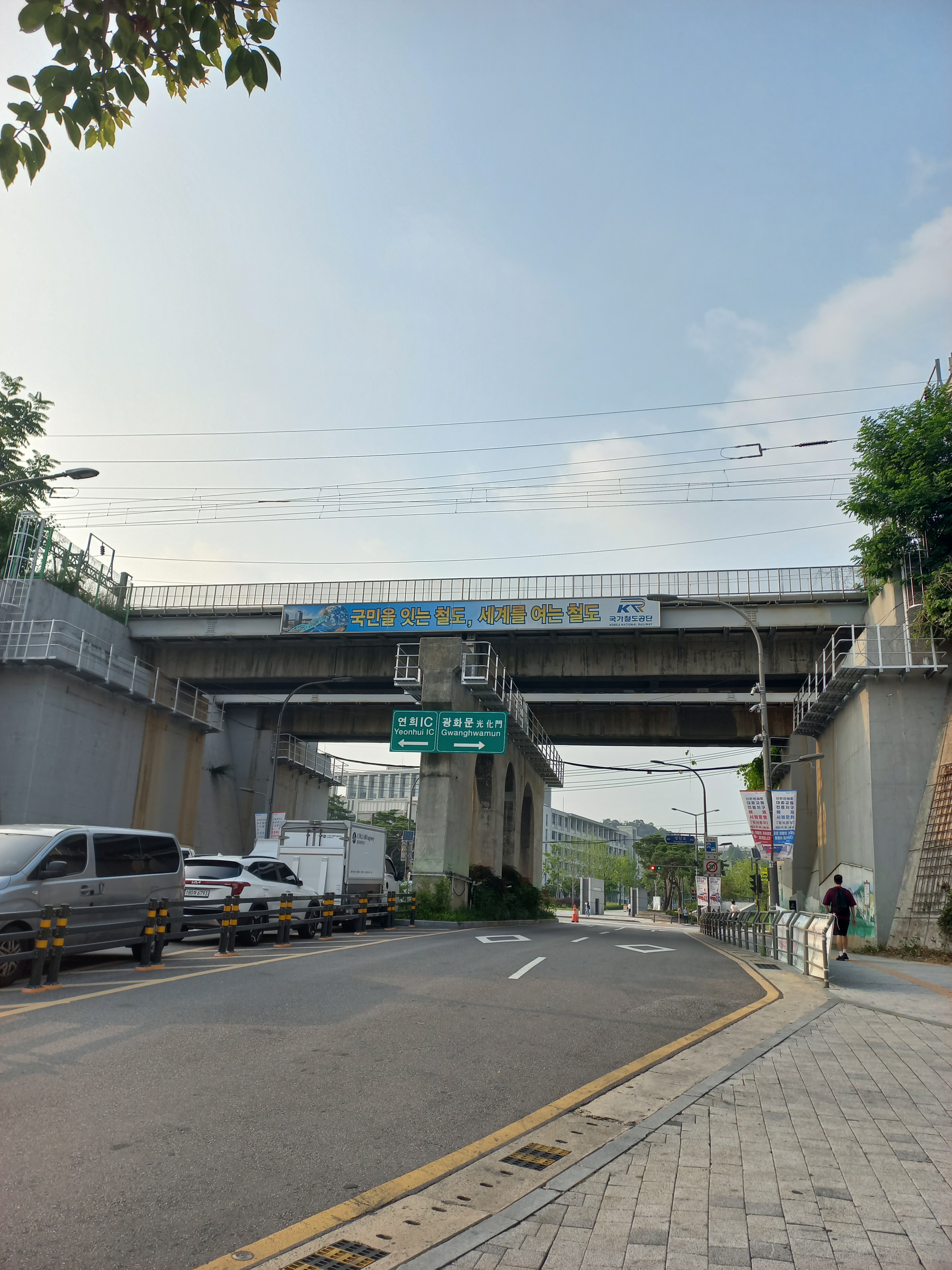
연세로
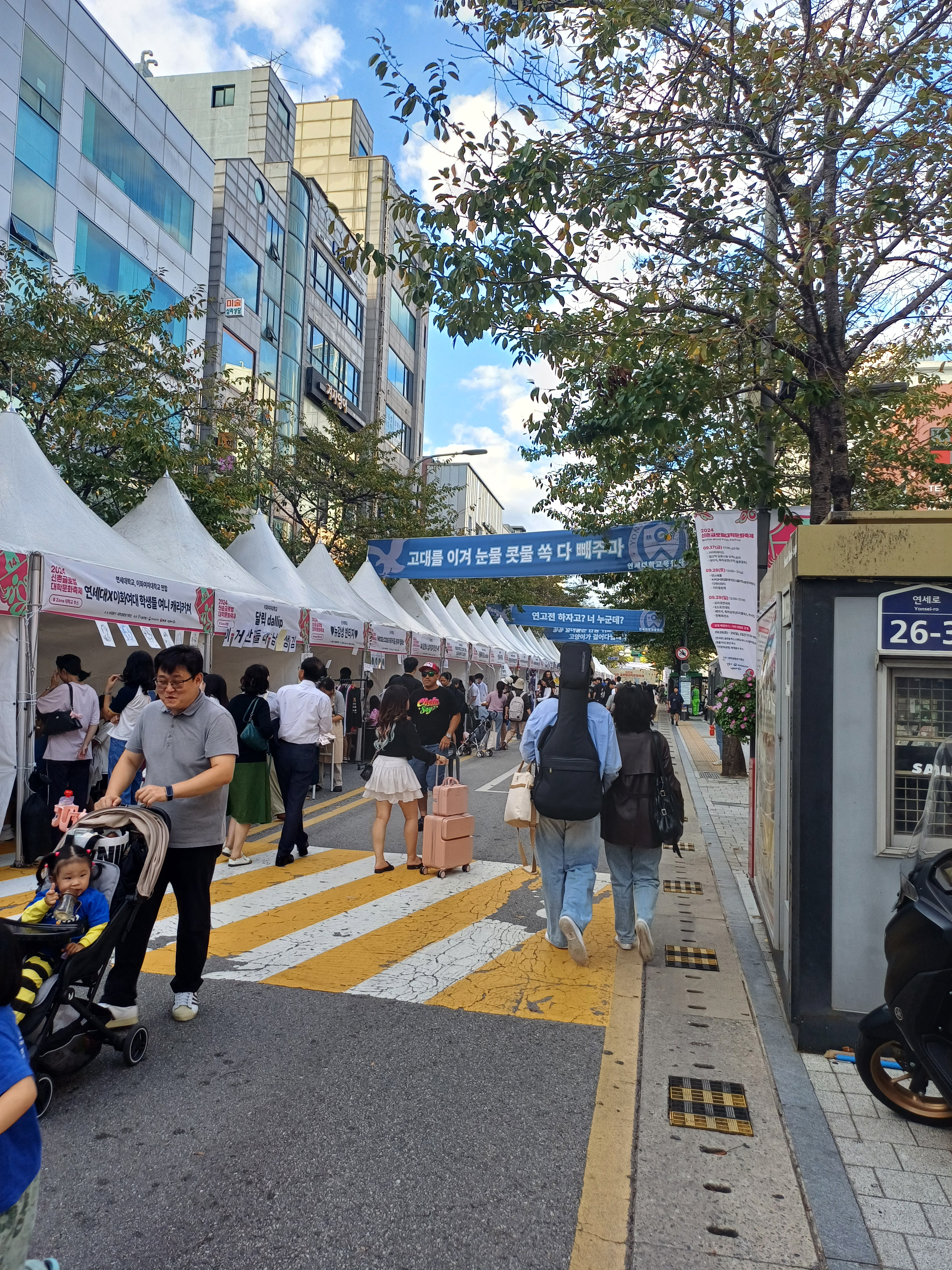
2024년 9월 28일
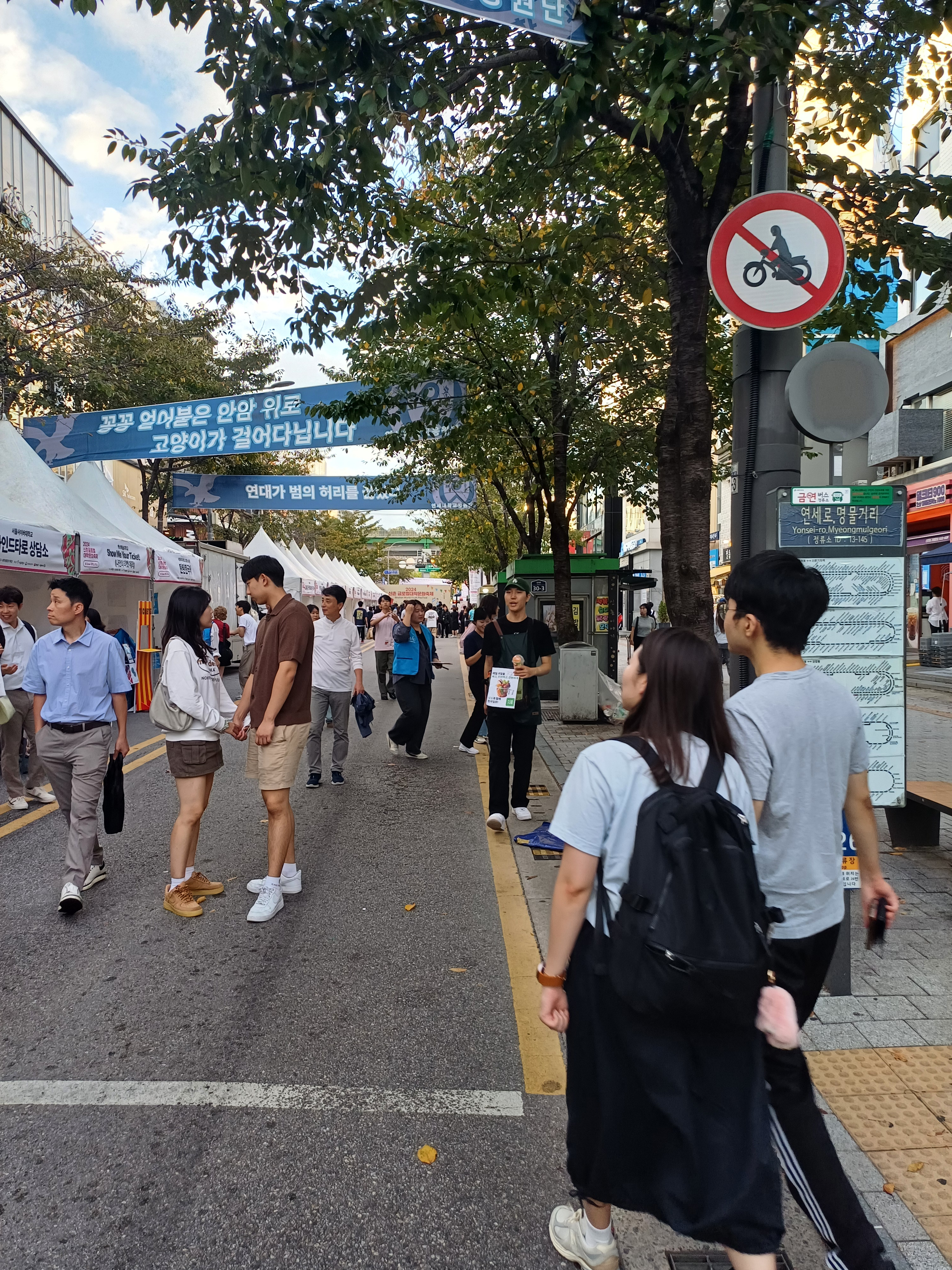
2024년 9월 28일(2)

## 같이 보기
- 참살이길
- 백양로 (연세대)